# ولید علاءالدین
ولید علاءالدین (زادهٔ ۱۹۷۳ در مصر) نویسنده، شاعر، نمایشنامه‌نویس، نقاش و فعال رسانه‌ای اهل مصر است. او با آثار متنوعی در حوزه‌های ادبیات داستانی، شعر و هنرهای نمایشی شناخته می‌شود و به‌ویژه به‌واسطهٔ ترجمه برخی از آثارش به زبان فارسی، در میان مخاطبان فارسی‌زبان نیز شناخته شده‌است.

## زندگی و فعالیت حرفه‌ای
ولید علاءالدین در مصر متولد شد و تحصیلات خود را در دانشگاه اسکندریه به پایان رساند. او فعالیت حرفه‌ای خود را به‌عنوان روزنامه‌نگار آغاز کرد و سپس به امارات متحده عربی نقل مکان کرد و به عنوان مدیر مسئول مجله تراث و مشاور فرهنگی در مرکز زبان عربی ابوظبی وابسته به اداره فرهنگ و گردشگری ابوظبی مشغول به کار شد.

## آثار ادبی
آثار علاءالدین عمدتاً به زبان عربی نوشته شده‌اند، اما برخی از آن‌ها به زبان‌های دیگر از جمله فارسی ترجمه شده‌اند. از جمله آثار برجستهٔ او می‌توان به موارد زیر اشاره کرد:
- کیمیا (۲۰۱۹): این رمان یکی از شناخته‌شده‌ترین آثار اوست که به زبان فارسی نیز ترجمه شده و مورد توجه منتقدان ایرانی قرار گرفته‌است.[۲]
- غمیضه: رمانی با موضوع هویت، تماشا و کنش اجتماعی در فضای نمایشی. این اثر به زبان عربی منتشر شده‌است.[۳]
- روبابیکیا: مجموعه‌ای از یادداشت‌های ادبی به گویش عامیانهٔ مصری.
- ابن القبطیة: رمانی که در پژوهش‌های دانشگاهی به عنوان نمونه‌ای از ساختار ریتم در رمان عربی مورد تحلیل قرار گرفته‌است.[۴]

## سایر آثار به زبان عربی
- تردنی لغتی إليّ (۲۰۰۴) – شعر
- العصفور (۲۰۰۶) – نمایشنامه
- خطوة باتساع الأزرق (۲۰۰۶) – ادبیات سفر
- تفسر أعضاءها للوقت (۲۰۱۰) – شعر
- حبیب الصایغ (۲۰۱۲) – نقد ادبی مشارکتی
- ۷۲ ساعة عفو (۲۰۱۵) – نمایشنامه
- الکتابة کمعادل للحیاة (۲۰۱۵) – نقد
- مولانا المقدم (۲۰۱۶) – نمایشنامه
- شجرة، وطن، دین... (۲۰۱۷) – مقالات اجتماعی
- اقتل الزومبی (۲۰۱۹) – مقالات فرهنگی
- أيها الموت العظیم (۲۰۲۵) – شعر
- واحد مصری: خطاب مفتوح لرئیس مصر – نامه‌نگاری اجتماعی و سیاسی

## جوایز
- برندهٔ جایزهٔ جایزه ساویریس برای ادبیات (رتبه دوم برای نمایشنامهٔ «۷۲ ساعه عرض»)[۵]
- جایزه ادبیات جنگ مصر (۱۹۹۶)
- جایزه غانم غباش، اتحادیه نویسندگان امارات (۱۹۹۷)
- جایزه الشارقه للابداع العربی برای نمایشنامهٔ «العصفور» (۲۰۰۷)
- راهیابی به فهرست نهایی جایزه ساویریس در بخش رمان (۲۰۲۰)

## فعالیت‌های فرهنگی
- برگزاری نمایشگاه هنرهای تجسمی با عنوان «دایره‌های حاشیه» با بیش از ۴۵ اثر هنری[۶]
- شرکت در برنامه‌های تلویزیونی فرهنگی و گفتگو دربارهٔ ادبیات معاصر[۷]
- حضور در نمایشگاه‌های بین‌المللی کتاب از جمله نمایشگاه بین‌المللی کتاب کویت، نمایشگاه بین‌المللی کتاب قاهره و نمایشگاه بین‌المللی کتاب شارجه[۸]